# Etcetera-Worldofbike
Etcetera-Worldofbike war ein griechisches Radsportteam im internationalen Straßenradsport.
Die Mannschaft wurde 2009 gegründet und nahm als Continental Team an den UCI Continental Circuits teil. Manager war zuletzt Dimitris Konstantopoulos, der von dem Sportlichen Leiter Georgios Tentzos unterstützt wurde.
Das Team war aufgrund von Versäumnissen des griechischen Radsportverbands ab dem 22. August 2011 nicht länger bei der UCI gelistet und wurde auch im Jahr 2012 nicht als Continental Team registriert, sondern führte den Betrieb unter dem Namen Etcetera-Worldofbike als nationales Radsportteam weiter.
2013 war das Team wieder als Continental Team registriert. Der Sitz der Mannschaft befand sich in Zografos.

## Saison 2013

### Erfolge in der UCI Europe Tour
Bei den Rennen der UCI Europe Tour im Jahr 2013 gelangen dem Team nachstehende Erfolge.
| Datum    | Rennen                                             | Kat. | Fahrer              |
| -------- | -------------------------------------------------- | ---- | ------------------- |
| 21. Juni | Griechische Meisterschaft – Einzelzeitfahren (U23) | CN   | Ioannis Spanopoulos |

### Mannschaft
| Name                           | Geburtstag         | Nationalität | Team 2012                  | Team 2014            |
| ------------------------------ | ------------------ | ------------ | -------------------------- | -------------------- |
| Petros Gkazonis                | 30. Juni 1990      | Griechenland | Etcetera-Worldofbike       |                      |
| Nikolaos Ioannidis             | 19. Juni 1993      | Griechenland | Neoprofi                   | Sicot-Hemus 1896     |
| Christos Katrakis              | 11. November 1984  | Griechenland | Etcetera-Worldofbike       |                      |
| Andreas Keuser (ab 1. August)  | 14. April 1974     | Deutschland  | Team Merida Donaueschinger | Keith Mobel-Partizan |
| Charoun Molla Amet Ali Oglou   | 1. April 1991      | Griechenland | Neoprofi                   |                      |
| Román Osuna (ab 1. April)      | 15. September 1989 | Spanien      | Andalucía                  |                      |
| Orestis Raptis                 | 11. Juli 1990      | Griechenland | Etcetera-Worldofbike       |                      |
| Ioannis Spanopoulos            | 20. Mai 1993       | Griechenland | Neoprofi                   |                      |
| Theocharis Tsiantos            | 18. April 1977     | Griechenland | Neoprofi                   |                      |
| Ioannis Vorrias (bis 1. April) | 22. Mai 1985       | Griechenland | Team Worldofbike.Gr (2009) |                      |

## Platzierungen in UCI-Ranglisten
UCI Europe Tour
| Saison | Mannschaftswertung | Fahrerwertung                  |
| ------ | ------------------ | ------------------------------ |
| 2009   | 106.               | Dimitrios Gkaliouris (494.)    |
| 2010   | 108.               | Dimitris Polydoropoulos (805.) |
| 2011   | -                  | -                              |
| 2013   | 124.               | Petros Gkazonis (1100.)        |